# Lütticher Revolution
Die Lütticher Revolution (französisch La Révolution liégeoise, wallonisch Revolucion lidjwesse ou Binamêye revolucion) war eine Aufstandsbewegung, die sich 1789 gegen den Fürstbischof Cäsar Konstantin Franz von Hoensbroech des Hochstifts Lüttich richtete. Sie wurde Anfang 1791 von der Reichsarmee im Auftrag des Heiligen Römischen Reiches niedergeschlagen.

## Ursachen und Verlauf

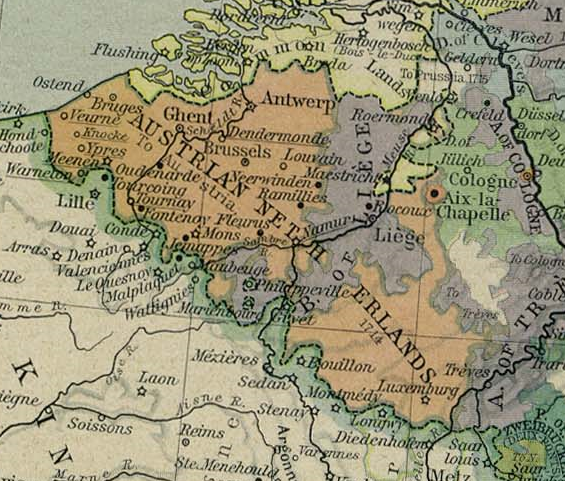
Österreichische Niederlande und Bistum Lüttich, 1786 (aus: William R. Shepherd: The Historical Atlas, 1926)

Wie in Frankreich führten schlechte Ernten und ein strenger Winter 1788/89 zu einem starken Anstieg der Lebensmittelpreise. Dies verstärkte strukturelle Unzufriedenheiten in Lüttich wie etwa über die Steuerbefreiung für Adel und Klerus. Diese hatten schon in den vergangenen Jahren zu Unzufriedenheit geführt. Darüber hinaus wurde von Intellektuellen wie Jean-Nicolas Bassenge die politische Einflusslosigkeit von Adel und Bürgertum beklagt. Nur das Domkapitel hatte gegenüber dem Fürstbischof politischen Einfluss.
Von Nachrichten über den Sturm auf die Bastille in Paris beeinflusst, drangen am 18. August 1789 protestierende Bürger in das Rathaus von Lüttich ein. Sie drangen in die Sitzung des Stadtrates ein und setzten neue Bürgermeister ein. Danach wurde die Zitadelle der Stadt gestürmt. Die dortigen Gefangenen wurden befreit und die Festung besetzt. Der amtierende Fürstbischof Konstantin-Franz von Hoensbroeck wurde gezwungen, eine Erklärung zu unterschreiben, die dieser als Entmachtung auffasste. Der Bischof verließ die Stadt und floh nach Trier.
Die Protagonisten der Revolution orientierten sich im Sommer 1789 zunächst nicht an modernen republikanischen Ideen, sondern versuchten an die mittelalterliche Ständeverfassung anzuknüpfen. Es galt, die im 17. Jahrhundert vollzogene Entmachtung insbesondere des Dritten Standes rückgängig zu machen. Daher war beabsichtigt, die Verfassung von 1316 leicht modifiziert wieder einzuführen. Die Entwicklung blieb aber dabei nicht stehen. In Lüttich wurden die revolutionären französischen Schriften nachgedruckt und rezipiert. Nicht zuletzt dadurch ging die Tendenz hin zu einem konstitutionellen System. Schließlich wurden auch die Bauern des Umlandes mit einbezogen.

## Reaktion des Reiches
Als Teil des Heiligen Römischen Reiches reagierten dessen ansonsten häufig schwerfällige Institutionen rasch. Das Reichskammergericht in Wetzlar wies bereits am 27. August 1789 den zuständigen Niederrheinisch-Westfälischen Reichskreis an, die alte Ordnung notfalls auch mit Gewalt wiederherzustellen. Die abgesetzten Amtsträger sollten wieder eingesetzt und die Anführer der Revolte verhaftet werden. Damit beauftragt wurden die Kurfürsten Maximilian Franz von Österreich für Kurköln, Carl Theodor von Bayern für die Kurpfalz und Friedrich Wilhelm II. von Preußen in seiner Eigenschaft als Landesherr des Herzogtums Kleve und der Grafschaft Mark.
Der Beauftragte des letzteren war Christian Konrad Wilhelm von Dohm. Dieser hatte allerdings bereits zuvor Sympathien für freiheitliche Ideen erkennen lassen. Er gehörte zu den Verfassern einer Verfassung für die Reichsstadt Aachen, die aber in dieser Form am Reichskammergericht scheiterte. Er versuchte daher auch ein gewaltsames Vorgehen zu vermeiden und zwischen den Konfliktparteien zu vermitteln. Anfangs wurde dies vom preußischen Außenminister Graf Ewald Friedrich von Hertzberg mitgetragen, der so hoffte, Österreich schwächen zu können. Auch befürchtete man in Berlin, dass nach der Niederschlagung der Revolution das Bistum Lüttich an den aus Österreich stammenden Kurfürsten von Köln fallen könnte.
Als es aber Anzeichen für ein Zusammengehen der Lütticher mit der Brabanter Revolution gab und Gerüchte über militärische Vorbereitungen auf Seiten der Revolutionäre auftauchten, verlangten die Bevollmächtigten der Pfalz und Kurkölns den Einsatz von Militär. Nur um den Forderungen Genüge zu tun, marschierten am 30. November pfälzische und preußische Truppen sowie Einheiten aus dem Hochstift Münster, dem Herzogtum Jülich und Kurmainz unter preußischem Kommando in Lütticher Gebiet ein. Die Stadt selbst wurde nicht besetzt, und die Truppen zogen sich ein halbes Jahr später wieder zurück. Daraufhin wurden die Preußen von den Lüttichern stürmisch gefeiert. Auch deutsche Revolutionäre wie Georg Forster zeigten sich von Dohms Politik beeindruckt.

## Niederschlagung der Revolution
Gegenüber den europäischen Höfen versuchte sich die preußische Regierung mit der Schrift Note sur l’affaire de Liège zu rechtfertigen. Das Reichskammergericht drängte weiter auf die Durchführung seiner Verfügung. Dagegen schrieb Dohm eine Rechtfertigungsschrift. Die Revolutionäre in Lüttich nahmen im Juli 1790 direkte Verbindungen mit der französischen Nationalversammlung auf und baten diese um Unterstützung.
Mit der Reichenbacher Konvention von 1790 begann eine Phase der Zusammenarbeit von Preußen und Österreich. Mit der Entlassung des preußischen Außenministers Hertzberg verloren Dohm und die Revolutionäre in Lüttich die insgeheime Unterstützung aus Berlin.
Zu Beginn des Jahres 1791 marschierten erneut Reichstruppen in das Lütticher Territorium ein und besetzten die Stadt. Nachdem der Fürstbischof am 13. Februar 1791 zurückgekehrt war, wurden die Anführer der Revolution verhaftet und das absolutistische Regime wiederhergestellt. Allerdings wurde Lüttich bereits im November 1791 von französischen Truppen besetzt. Am 17. Januar 1791 gründeten im Pariser Exil Vonckisten aus der Brabanten Revolution und Anhänger der Lütticher Revolution das Komitee der Vereinten Belgier und Lütticher, eine unabhängige belgische Republik wurde jedoch nicht gegründet.